# For Your Life
«For Your Life» (с англ. — «Спасая твою жизнь», «Ни за что»; досл.: «Для (ради) твоей жизни») — вторая песня c седьмого студийного альбома британской рок-группы Led Zeppelin, Presence.

## История создания и краткое описание
Песня была записана в период, когда вокалист группы, Роберт Плант, восстанавливался от серьёзных травм, полученных после автокатастрофы, в которую он вместе со своей семьёй попал во время отпуска. В процессе записи (проходившей в Musicland Studios в Германии) Роберт исполнял песню, сидя на инвалидном кресле. Примерно на пятой с половиной минуте идут слова «With the fine lines of the crystal payin' through your nose», после которых можно расслышать не совсем понятный звук, издаваемый Плантом, отдалённо похожий на хрип. Позже Роберт (автор слов к композиции) говорил, что пытался рассказать в песне о беспределе, связанном с употреблением наркотиков (в том числе среди его знакомых) и происходившем у него на глазах в Лос-Анджелесе несколькими месяцами ранее. В песне, по-видимому, идёт речь и о какой-то неназванной женщине, с которой Плант (по его же словам) познакомился в Лос-Анджелесе и увидел её однажды принимающей кокаин. В то же время существуют предположения, что на самом деле в тексте композиции может находиться и скрытое обращение, призыв к Джимми Пэйджу, который, до того лишь время от времени баловавшийся относительно лёгкими наркотиками, уже начал подсаживаться на героин.
При записи песни Пэйдж впервые сыграл на Fender Stratocaster 1962. С помощью тремоло он дополнил композицию эффектами дайв-бомб, ещё более утяжелив таким образом её звучание. В одном из интервью Джимми отметил, что сочинение музыкальной составляющей к песне вышло очень спонтанным, мелодия была фактически «составлена прямо на месте в студии».
Песня имеет типичное звучание и настроение, присущее всему альбому в целом. Полное отсутствие клавишных, очень тяжёлое, но размеренное звучание гитары и традиционно резкие барабанные партии Бонэма вместе с серьёзной и мрачной лирикой полностью отражают состояние, в котором находились все члены группы на тот момент. Именно она, наряду с «Achilles Last Stand», многими критиками выделяется как лучшая композиция в альбоме. Тем не менее, «For Your Life» никогда не исполнялась Led Zeppelin на концертах, если не считать выступления, данного при разовом воссоединении группы на концерте в Лондоне в 2007.

## Участники записи
- Роберт Плант — вокал
- Джимми Пэйдж — гитары
- Джон Пол Джонс — бас-гитара
- Джон Бонэм — ударные